# Ерзінджан
Ерзінджан (тур. Erzincan, вірм. Երզնկա, латиніз. Yerznka) — місто та адміністративний центр ілу (області) Туреччини Ерзінджан у східній Анатолії. Колишня назва Ерзнка Місто відоме сиром під назвою Tulum Peyniri.

## Географія
Сусідніми містами є Ерзурум, Сівас, Тунджелі, Бінгель, Елязиг, Малатья, Гюмюшхане, Байбурт і Гіресун. Місто розташоване на висоті 1185 метрів над рівнем моря. Населення становить 107 175 чоловік (2000).
Ерзінджан розташований у сейсмічно активній зоні і за свою історію не раз переживав важкі землетруси. Тут протягом останніх 800 років відбулося понад 25 руйнівних землетрусів. І, як говорили греки, ' людина повинна мати терпіння вірмен, щоб двадцять разів будувати Ерзнка. Про один з землетрусів в Ерзнка, у 1482 році Леонардо да Вінчі у своєму листі розповів наміснику Сирії: Став очевидцем лиха, чия руйнівна міць може бути потрясінням не лише для тебе, але і для всього світу. Мова йде про стихії, яка забрала тоді 30 тисяч людських життів. Останній з таких великих землетрусів стався 26 грудня 1939. Тоді загинуло близько 39 тисяч осіб. Останній землетрус було зафіксовано 13 березня 1992.

## Історія
У 1916 році російська армія перемогла третю турецьку армію в Ерзінджанській битві. До вірменського геноциду на початку XX століття більшу частину населення становили вірмени.

## Пам'ятки
- Гарячі джерела: Ерзінджан і Екшісу
- Фортеці: Ерзінджан, Кемах, Шірінлі
- Церкви: Мер'єм Ани (Св. Діви Марії), Іси Воріча і Ванк
- Мечеть: Гюлабі бея
- Усипальниці: Тугай Хатун, Мелік Газі, Бехрамі Шах, Гюльджю Баба і Мама Хатун
- Бані: Бек, Чадирджі, Гюлабі Бек
- Караван-сарай: Мама Хатун
- Міст: Кетюр.

## Відомі уродженці
- Костандін Ерзнкаці (рід 1250 — початок XIV століття) — вірменський поет
- Мхитар Ерзнкаці — вірменський письменник XIV століття, написав плач на смерть Костандіна Ерзнкаці
- Ованес Ерзнкаці (близько 1230–1293) — вірменський учений, поет і філософ.
- Согомон Тейлірян — вірменський месник, який застрелив одного з головних організаторів Геноциду вірмен Талаата-пашу.